# Murray Bartlett
Murray Bartlett é um ator australiano. Ele é mais conhecido por ter interpretado Armond na série de comédia de sátira da HBO, The White Lotus, pela qual ganhou o Emmy de Melhor Ator Coadjuvante em Série Limitada ou Antológica ou Filme.

## Biografia
Bartlett nasceu em Sydney e cresceu em Perth, Austrália Ocidental. Ele seguiu a carreira de ator na Austrália há vários anos, incluindo um papel de destaque na série headLand. Em 1993, ele atuou como o vigarista Luke Foster em Neighbours.

## Vida pessoal
Bartlett se assumiu gay no início de sua carreira. Quando questionado sobre a decisão em uma entrevista de 2021, ele declarou: "Eu não sentia que realmente tinha uma alternativa. Eu simplesmente nunca senti que poderia ser outra coisa senão eu mesmo." Ele mora com seu parceiro Matt em Provincetown, Massachusetts.

## Filmografia

### Filme
| Ano  | Título                                      | Papel                | Notas                   |
| ---- | ------------------------------------------- | -------------------- | ----------------------- |
| 1995 | Dad and Dave: On Our Selection              | Sandy Tayler         |                         |
| 1996 | The Beast                                   | Christopher Lane     | Telefilme               |
| 1997 | The Tower                                   | Jeremy               | Telefilme               |
| 1998 | Half Mongrel                                |                      | Curta                   |
| 2000 | The Three Stooges                           | Trocadera Patron     |                         |
| 2001 | Muffled Love                                |                      | Curta                   |
| 2005 | Postmortem                                  | Troy                 | Curta                   |
| 2007 | Om                                          | John                 | Curta                   |
| 2010 | Boys on Film 4: Protect Me from What I Want | Troy                 | Lançado direto em vídeo |
| 2010 | Needle                                      | Tony Martin          |                         |
| 2011 | August                                      | Troy                 |                         |
| 2013 | Girl Most Likely                            | James Whitney        |                         |
| 2013 | Kingston Avenue                             | Le copain de Barbara |                         |
| 2015 | Stubborn                                    | Murray               |                         |
| 2016 | Roy Spivey                                  | Roy Spivey           | Curta-metragem          |
| 2018 | Beach House                                 | Paul                 |                         |
| 2020 | The Stand In                                | Terry                |                         |
| 2024 | Ponyboi                                     | Bruce                |                         |
| 2025 | Opus                                        |                      |                         |
| ASA  | O'Dessa                                     | Plutonovich          |                         |

### Televisão
| Ano       | Título                        | Papel                                    | Notas |
| --------- | ----------------------------- | ---------------------------------------- | --- |
| 1987      | The Flying Doctors            | Michael Freeman                          | |
| 1992      | Home and Away                 | Randy Evans                              | Papel recorrente                                                                                         |
| 1992—1993 | A Country Practice            | Owen Wyatt / Richard Welbourne           | |
| 1993      | Neighbours                    | Luke Foster                              | Papel recorrente                                                                                         |
| 1995      | The Ferals                    | Dr. Bob Ivory                            | |
| 1996      | G.P.                          |                                          | |
| 1997      | Flipper                       |                                          | |
| 1999      | Murder Call                   | Gavin Todd                               | |
| 2000      | Above the Law                 | Nathan Peters                            | |
| 2001      | Flat Chat                     |                                          | |
| 2002      | Sex and the City              | Oliver Spencer                           | |
| 2002      | McLeod's Daughters            | Simon Birch                              | |
| 2002      | The Secret Life of Us         | Nick                                     | |
| 2002      | All My Children               | Julian Sinclair                          | Papel regular                                                                                            |
| 1999-2003 | Farscape                      | Douglas 'D.K.' Knox                      | |
| 2006      | Headland                      | James Brogan                             | |
| 2006      | All Saints                    | Roy Pickforth                            | |
| 2007      | Flight of the Conchords       | Mark                                     | |
| 2007-2009 | Guiding Light                 | Cyrus Foley                              | Papel regular                                                                                            |
| 2009      | White Collar                  | Adrian Tulane                            | |
| 2011      | Damages                       | Seth Sloan                               | |
| 2014      | Looking                       | Dom                                      | Papel regular                                                                                            |
| 2017–2018 | Iron Fist                     | Dr. Paul Edmonds                         | 3 episódios                                                                                              |
| 2019      | Tales of the City             | Michael "Mouse" Tolliver                 | Elenco principal                                                                                         |
| 2019      | Madam Secretary               | Australian Prime Minister Chris Lawson   | Episódio: "The Common Defense"                                                                           |
| 2021      | The White Lotus               | Armond                                   | Elenco principal; primeira temporada                                                                     |
| 2022      | Physical                      | Vinnie Green                             | 5 episódios                                                                                              |
| 2022      | RuPaul's Drag Race Down Under | Ele mesmo                                | Episódio 7                                                                                               |
| 2022–2024 | The Great North               | Crocodile Rob (voz), Crocodile Tom (voz) | Episódios: "A Knife to Remember Adventure" (Crocodile Rob), "Welcome to Miami Adventure" (Crocodile Tom) |
| 2022–2023 | Welcome to Chippendales       | Nick De Noia                             | Minissérie; elenco principal                                                                             |
| 2023      | The Last of Us                | Frank                                    | Episódio 3: "Long Long Time"                                                                             |
| 2023      | Extrapolations                | Mr. Turner                               | Epsiódio: "2070: Ecocide"                                                                                |

## Prêmios e Indicações
| Premiação                        | Ano  | Categoria                                          | Projeto                        | Resultado | Ref.  |
| -------------------------------- | ---- | -------------------------------------------------- | ------------------------------ | --------- | ----- |
| Critics' Choice Television Award | 2022 | Melhor Ator secundário em filme ou minissérie      | The White Lotus                | Venceu    | [ 4 ] |
| Emmy Award                       | 2022 | Melhor ator coadjuvante em minissérie ou telefilme | The White Lotus                | Venceu    | [ 4 ] |
| Screen Actors Guild Awards       | 2022 | Melhor ator em minissérie ou telefilme             | The White Lotus                | Indicado  | [ 4 ] |
| Critics' Choice Television Award | 2023 | Melhor Ator secundário em filme ou minissérie      | Bem-Vindos ao Clube da Sedução | Indicado  | [ 4 ] |
| Emmy Award                       | 2023 | Melhor ator coadjuvante em minissérie ou telefilme | Bem-Vindos ao Clube da Sedução | Indicado  | [ 4 ] |
| Emmy Award                       | 2023 | Melhor ator convidado numa série de drama          | The Last of Us                 | Indicado  | [ 4 ] |